# Cuisine géorgienne
Vous pouvez aider à l'améliorer ou bien discuter des problèmes sur sa page de discussion.
- Il ne cite pas suffisamment ses sources. Vous pouvez indiquer les passages à sourcer avec {{référence nécessaire}} ou {{Référence souhaitée}}, et inclure les références utiles en les liant aux notes de bas de page. (Marqué depuis avril 2015)
- Il contient une ou plusieurs listes. Le texte gagnerait à être rédigé sous la forme d’un ou plusieurs paragraphes synthétiques, afin d’être plus agréable à lire. (Marqué depuis avril 2015)

- Archive Wikiwix
- Bing
- Cairn
- DuckDuckGo
- E. Universalis
- Gallica
- Google
- G. Books
- G. News
- G. Scholar
- Persée
- Qwant
- (zh) Baidu
- (ru) Yandex
- (wd) trouver des œuvres sur Wikidata

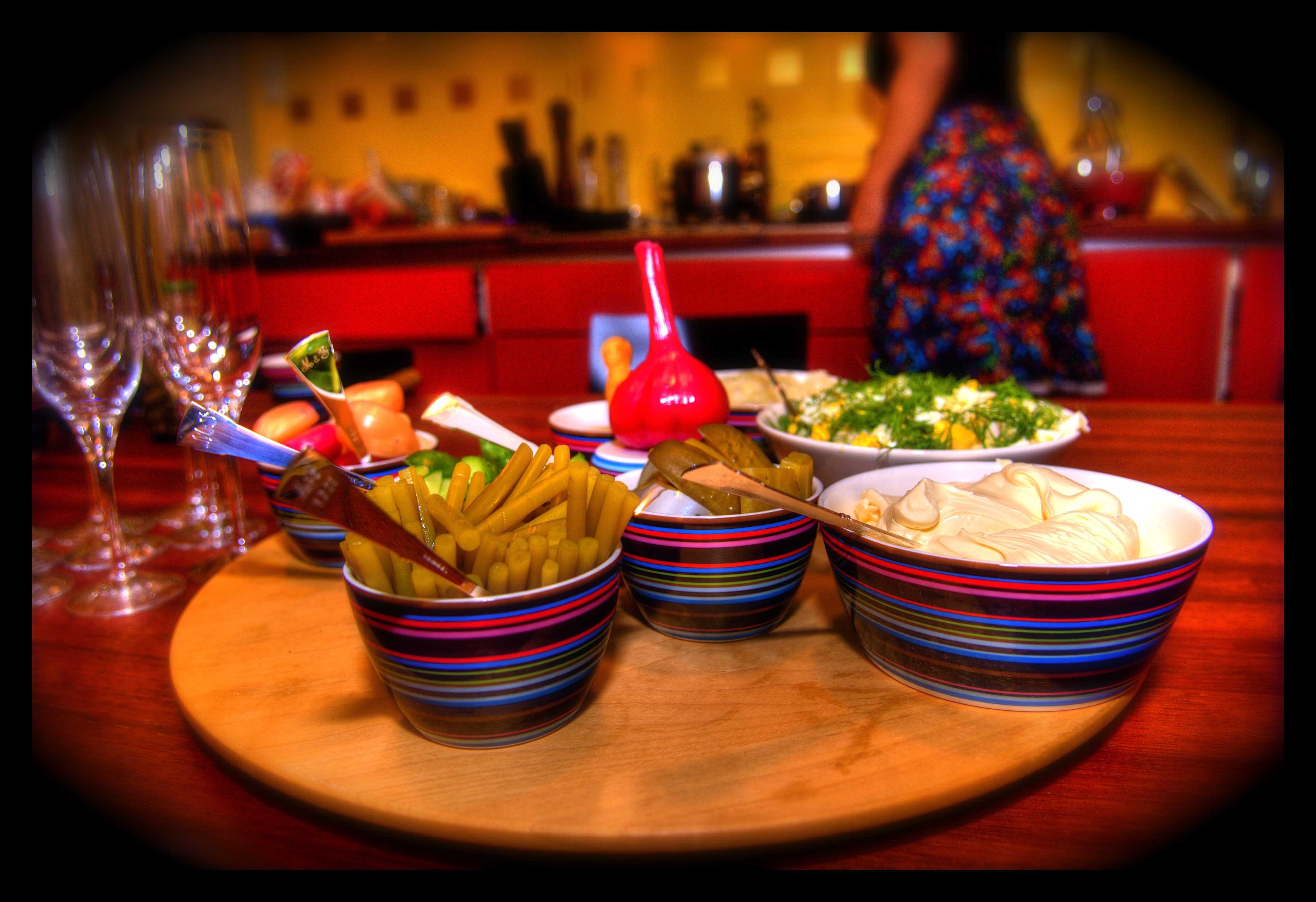
Légumes marinés géorgiens.

La cuisine géorgienne désigne les styles de cuisine et plats traditionnels géorgiens, pays du Caucase sur les rives de la mer Noire. En dehors de la Géorgie cette cuisine est également répandue dans les pays de l'ancienne Union soviétique, où elle était considérée comme la « haute cuisine ». À l'origine, la cuisine géorgienne était en grande partie végétarienne.

## Généralités
La cuisine géorgienne est spécifique au pays, mais contient aussi quelques influences du Moyen-Orient et  d'autres traditions culinaires européennes, ainsi que celles de l'Asie occidentale voisine. Chaque province historique de la Géorgie a ses propres traditions culinaires, déclinant les plats géorgiens en variantes régionales. On distingue la cuisine de Géorgie occidentale (traditionnellement influencée par la Turquie, plats épicés, souvent à base de porc, utilisation de maïs) de la cuisine de Géorgie orientale (influence iranienne (perse), moins épicée avec une préférence pour le bœuf et le mouton, utilisation de blé). En plus de divers plats de viande, la cuisine géorgienne propose également une variété de mets végétariens. Cette cuisine offre une variété de plats avec des herbes et des épices diverses. Le vin est mis en valeur et constitue un élément essentiel à la dégustation.

## L'art de la table géorgienne - Supra
Le supra (en géorgien : სუფრა) est le nom qu'on donne à la table dressée lors des keipi (en géorgien : ქეიფი) (fêtes). Pendant ce keipi, les discours, chants, danses se suivent sous l’autorité du Tamada (en géorgien : თამადა), le chef de table nommé pour l'occasion. C'est lui qui prononce les discours et invite les convives à prendre la parole. Il orchestre le banquet du bout de la table et porte des toasts selon un ordre précis en l’honneur de Dieu, la paix, la patrie, les parents, l'invité, l'hôte, le conjoint, les enfants, l'ami, le voisin, le disparu, la Vierge Marie ou l'ange protecteur et ainsi de suite. Chacun de ces toasts est célébré, certains les récitent même en poème.
Il y a de temps en temps des concours de toasts organisés sur scène, sur fond de musique instrumentale traditionnelle (salamuri, duduki…) avec quelquefois des poèmes.
Les plats sont généralement amenés en même temps et les convives sont libres de goûter les plats qui recouvrent la table, quand ils le souhaitent.

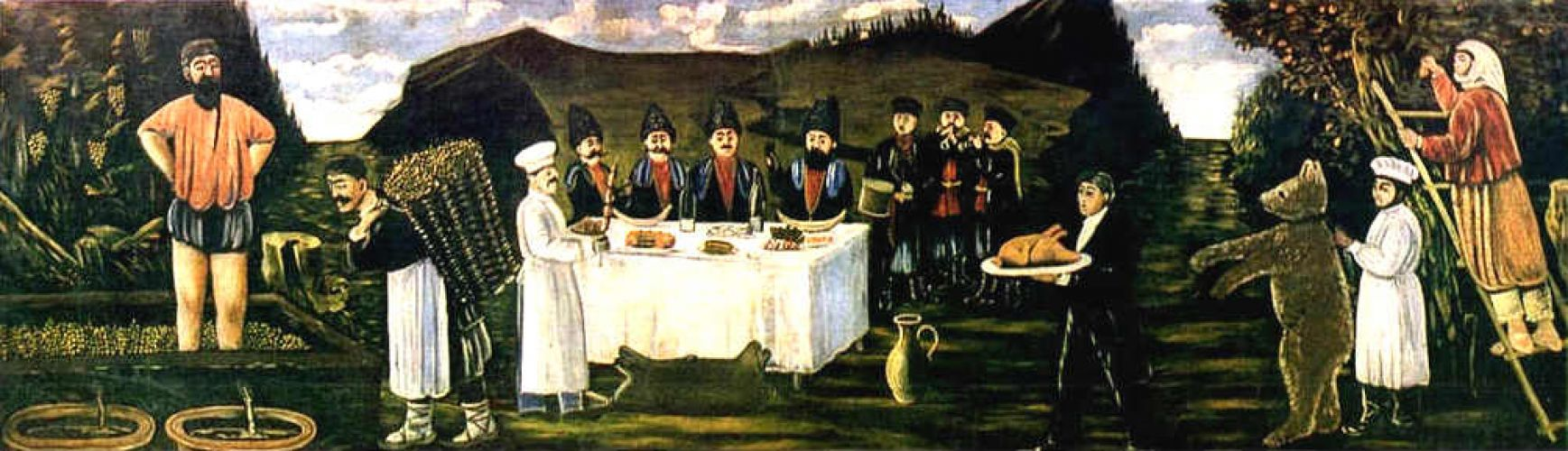
Fête au moment des vendanges, par le peintre géorgien Niko Pirosmani (1906).

## Boissons
Les boissons de base des supra sont :
- le tchatcha ;
- la bière (souvent accompagnée de vodka en été et avec du poisson) ;
- le vin.

### Vins géorgiens
La Géorgie est souvent évoquée comme le "berceau du vin", du fait de la découverte de la plus ancienne trace de vinification attestée au monde a (il y a 8 000 ans à Shulaveri) dans des kvevri selon la méthode traditionnelle inscrite en 2013 sur la Liste représentative du patrimoine culturel immatériel de l’humanité de l'UNESCO. Le vin et la vigne font office d'une véritable institution avec un symbolisme fort à la fois païenne et chrétienne (Croix de la Grappe). Il est de coutume ancestrale de porter absolument un toast avant de boire intégralement son verre. Le vin peut être bu dans des bols ou des kantzi (en géorgien : ყანწი). Les kantsis sont des cornes travaillées souvent ornées faisant office de contenant pour le vin. La corne ayant le bout pointu, celui qui porte le toast doit vider la kantzi ou la faire passer. Le Kantsi vide symbolise la fin des ennemis envahisseurs et le fait qu'on ne puisse le poser sans la vider, symbolise le refus du repos face à l'ennemi. La coutume de vider les dernières gouttelettes en souhaitant l'évidement des ennemis vient de ce symbole.
La Géorgie se distingue par la plus grande variété de cépages authentifiée au monde, fruit d'une terre naturellement riche en vignes sauvages et d'une culture viticole millénaire. Traditionnellement, chaque famille a son propre vin dont la recette est transmise de génération en génération. Les convives font honneur aux vins locaux : Saperavi, Télavi, Alexandrouli, Kindzmaraouli, Old Tbilisi[réf. nécessaire] (rouges sec), Manavi, Savané, Tétra (vin blanc fruité), Bagrationi (vin blanc mousseux), khvantchkara (vin rouge doux), tvichi (vin de poire), etc.

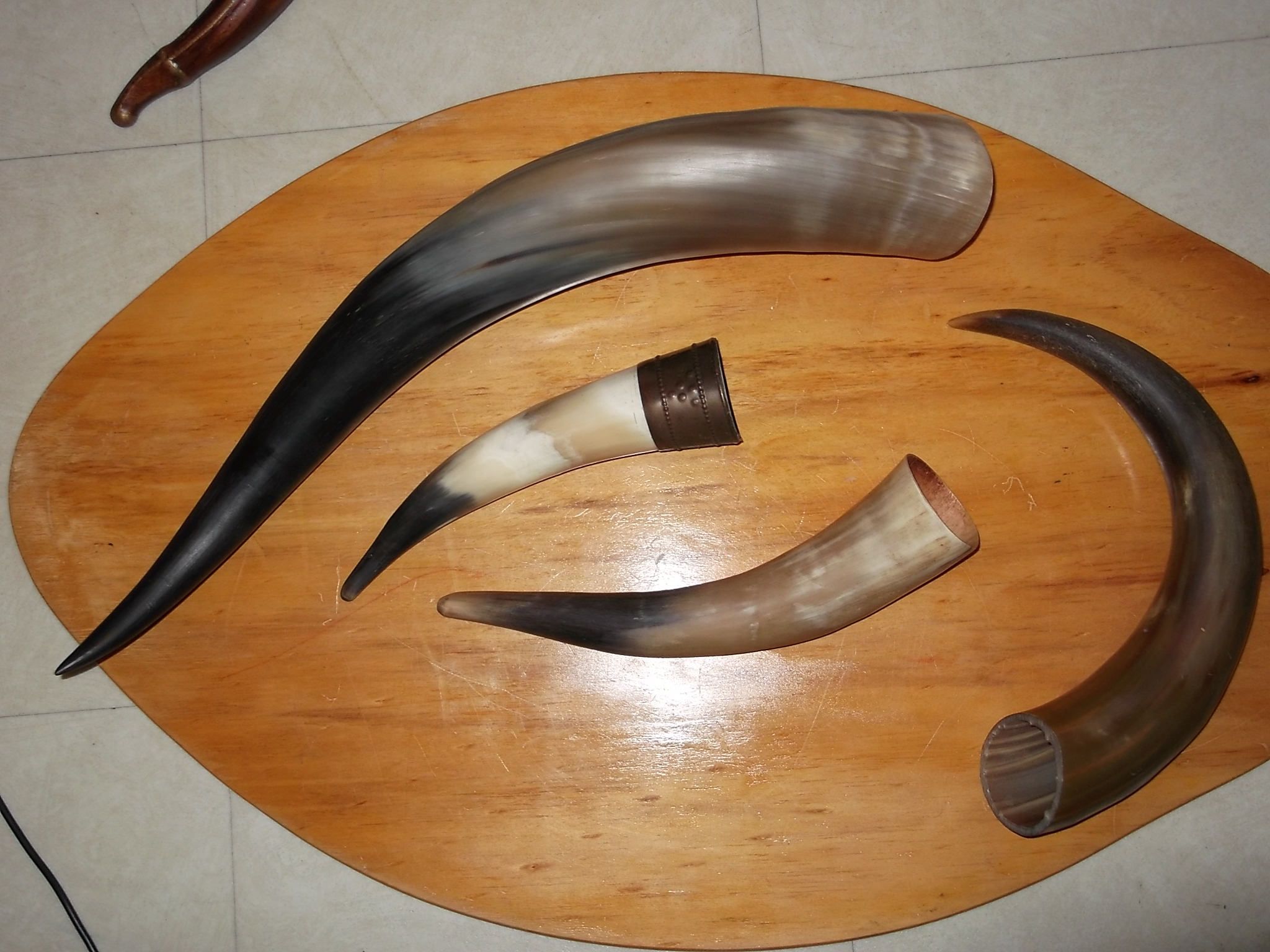
Kantsi en corne.
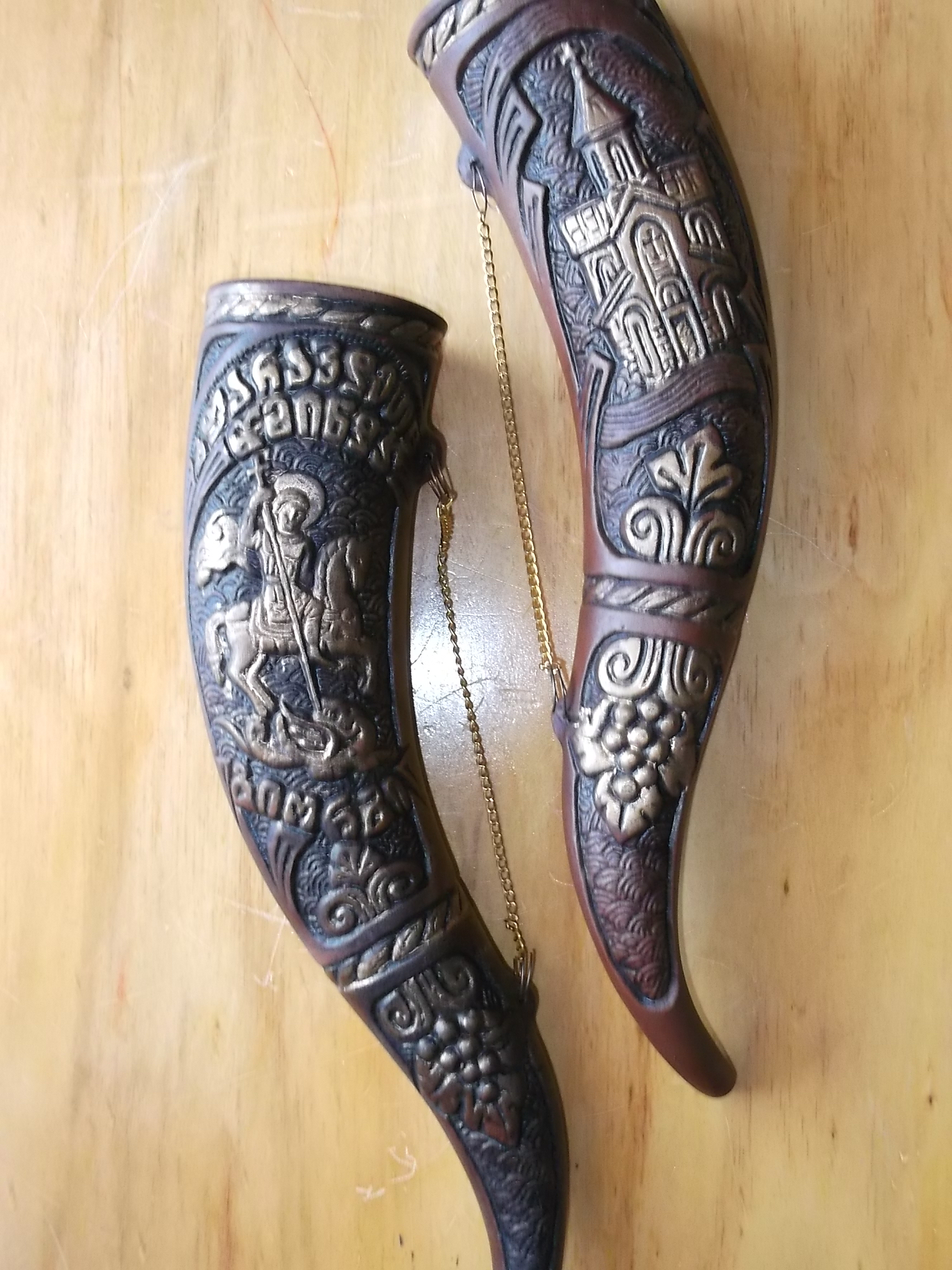
Kantsi en terre cuite.
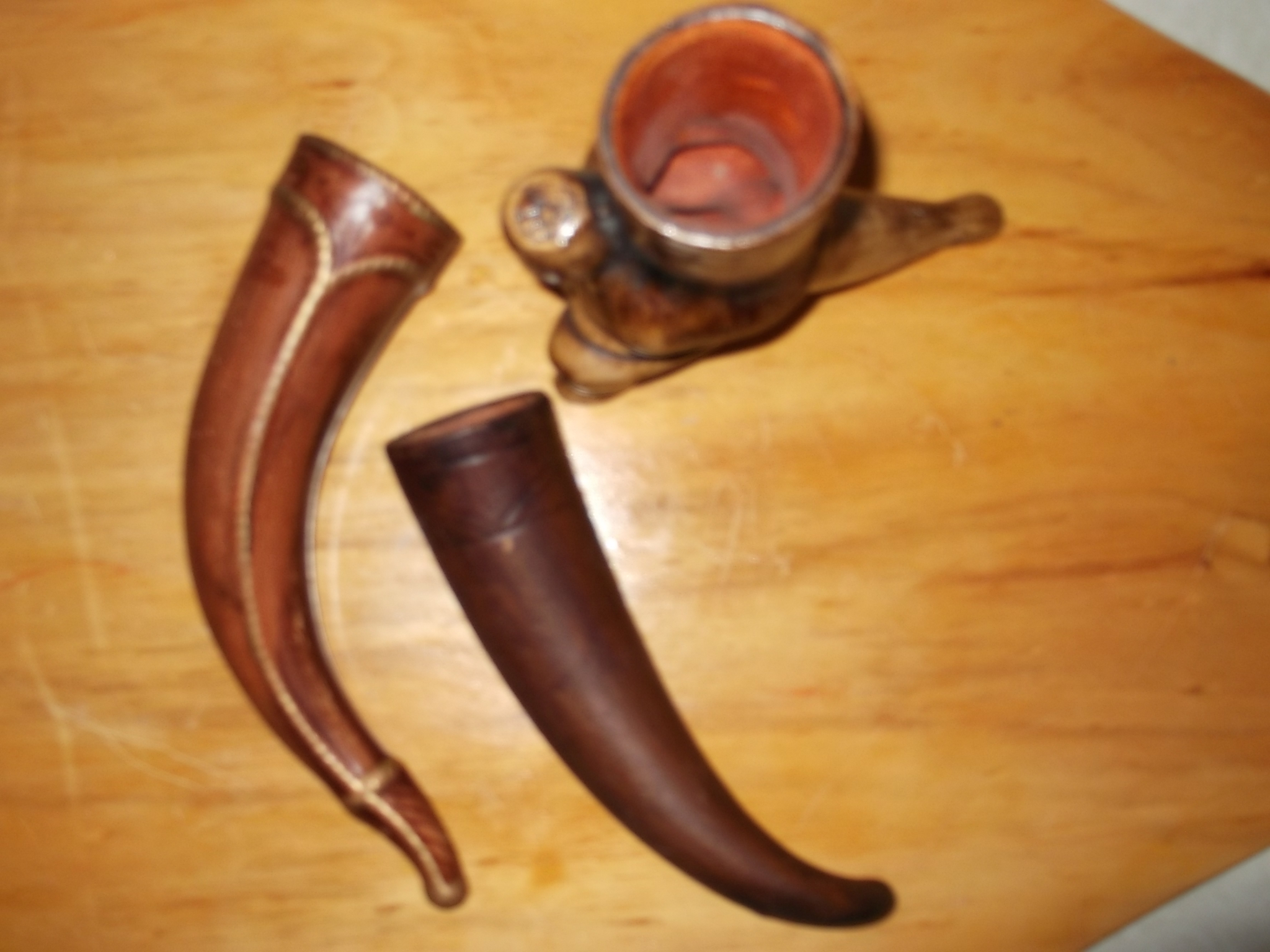
Kantsi en terre cuite.
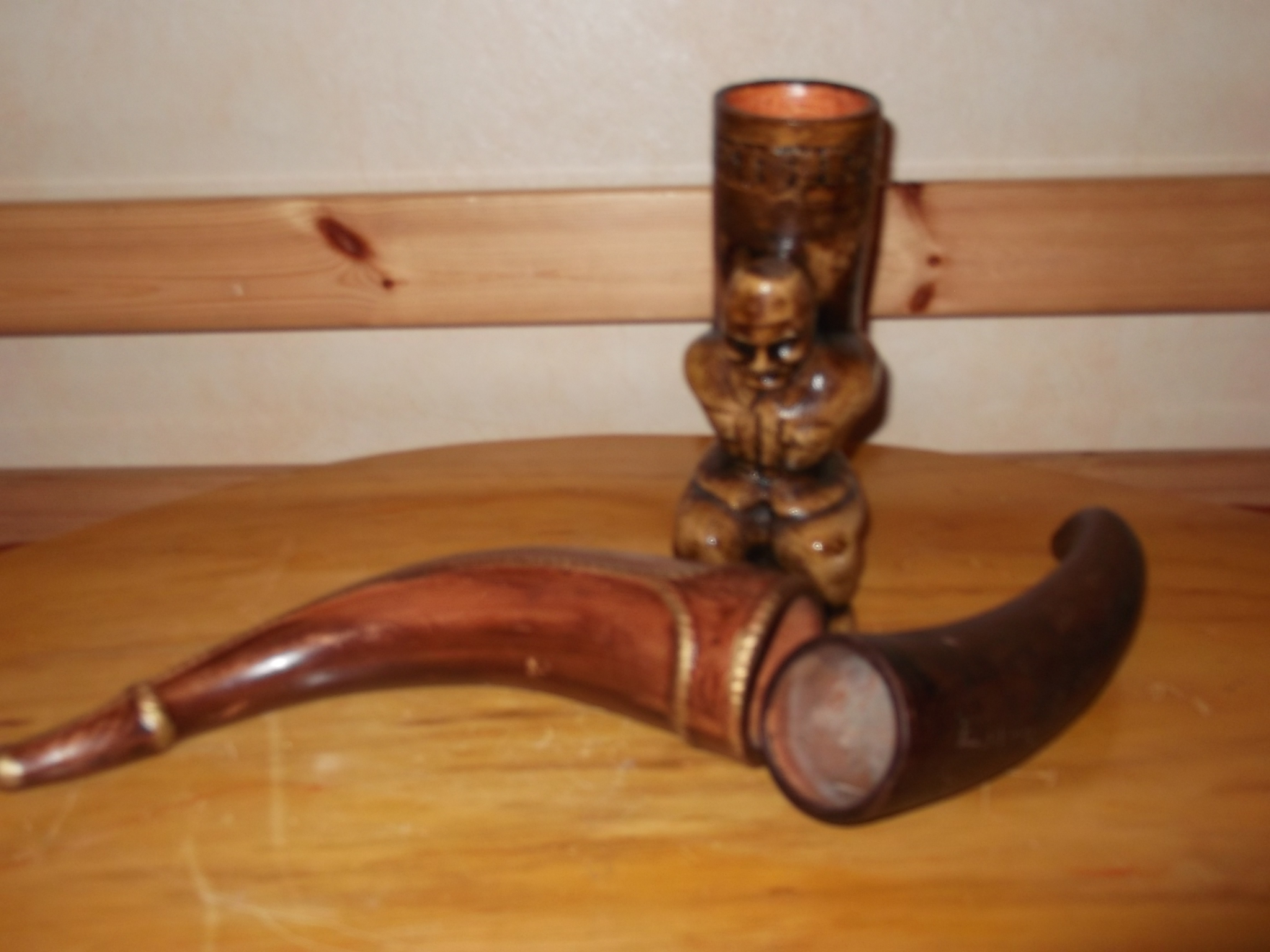
Kantsi en terre cuite.
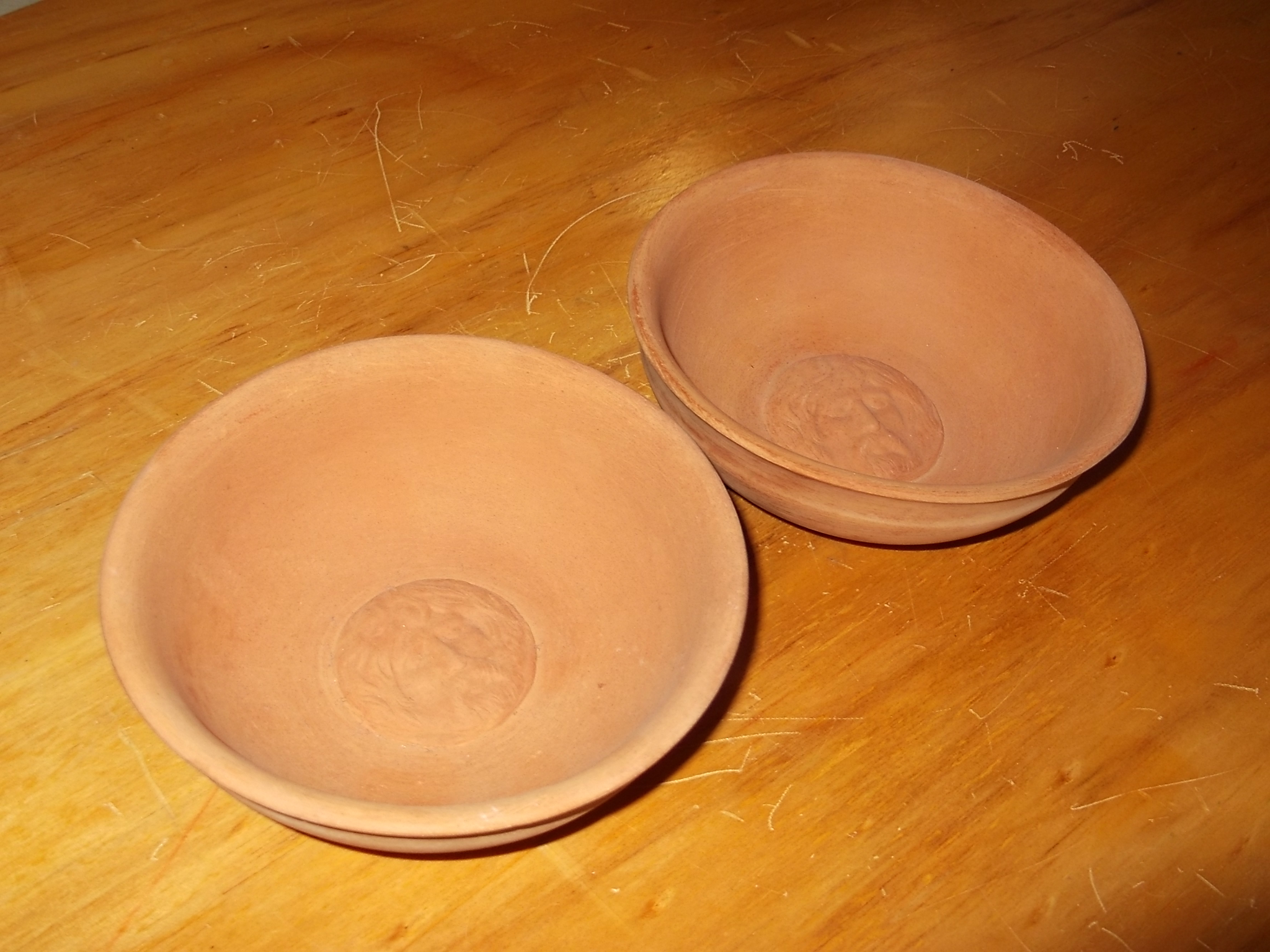
Phiala ou fiala (bol).
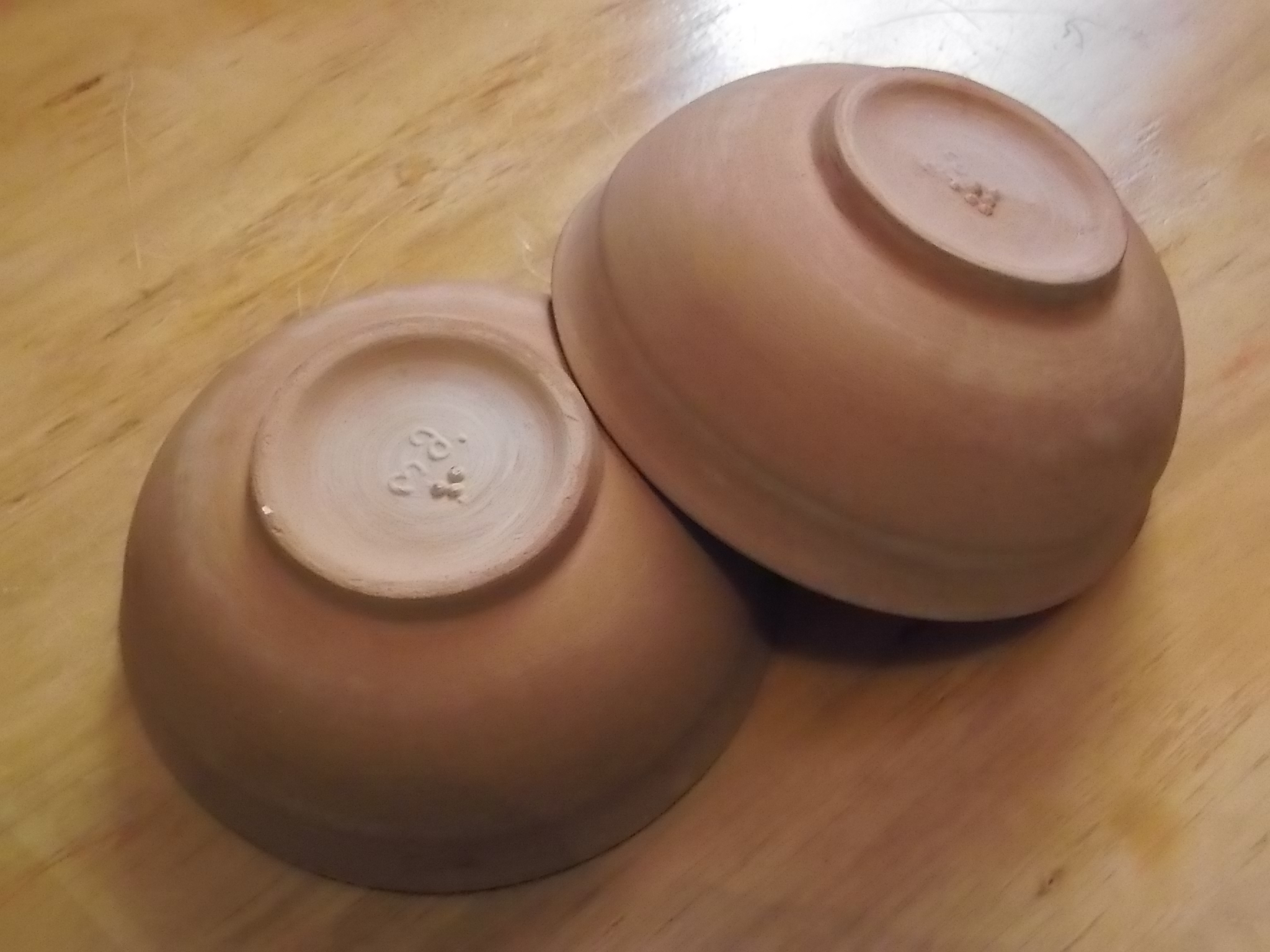
Fiala
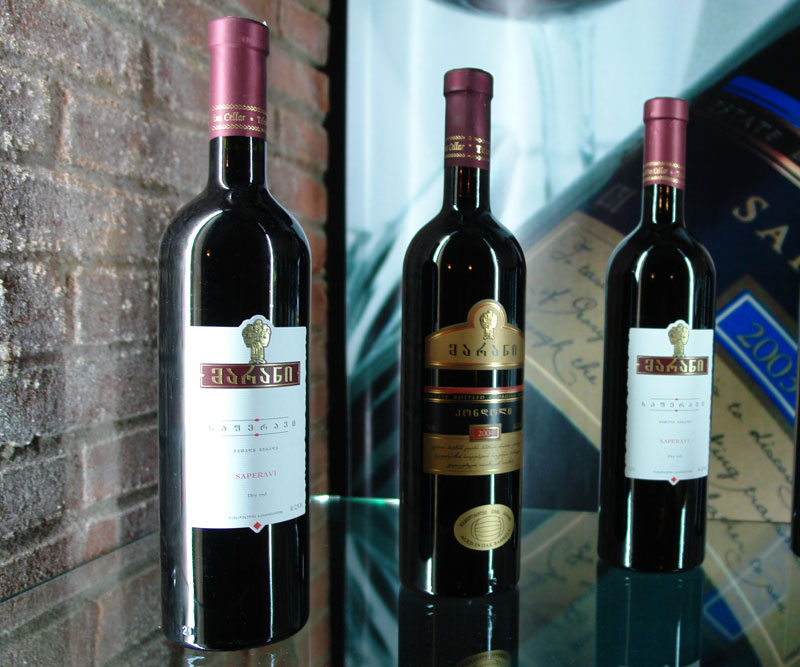
Saperavi.

Les limonades (natakhtari, laghidze, tarkhoun...), les eaux minérales (Borjomi, Nableglavi…), et autres boissons sont posées sur la table avec les plats.

## Spécialités régionales

### Abkhazie
La cuisine abkhaze est similaire à la cuisine mingrèle dans le sens où les deux cuisines régionales partagent de nombreux plats et sont réputés pour les plats à base d'épices, d'adjika et de noix.

#### Quelques mets abkhazes
- Abysta : bouillie de farine de maïs, souvent accompagnée d'ashvlagouan, une variante du soulgouni.
- Alaharui : roulé de figues.
- Apyrpyltchapa : Poivrons farcis aux noix.
- Atchash ou Akhatchapour : sorte de pâte à pain farci de fromage.
- Atchapa : haricots rouges avec des noix.
- Atchma : sorte de lasagne au fromage.
- Afkhazura : saucisses dentelées.

### Adjarie
La cuisine adjare est considérée comme très variée du fait de sa géographie propice à des influences diverses au cours de son histoire.

#### Quelques mets adjars
- Adjarouli Khatchapouri : variante du Khatchapouri qui se démarque par sa forme (bateau) et par l’œuf cru et le beurre rajoutés à la fin.
- Borano : fromage cuit dans du erbo.
- Pakhlava : sorte de gâteau, constitué de pâtes filos et d'un cœur de noix, d'amandes et de miel.
- Sinori : Pâte fourrée au fromage et nadughi.
- Atchma : sorte de lasagne au fromage.

### Mégrélie
La cuisine mégrélienne est la plus réputée de Géorgie par sa diversité et sa singularité. Elle se distingue par des plats riches et épicés, avec une utilisation abondante de la noix.

#### Quelques mets mégréliens
- Megruli khatchapouri : variante mégrélienne du khatchapouri qui se démarque par une cuisson enfournée avec une pâte plus épaisse et une plus grande quantité de fromage (sulguni) souvent doré au jaune d’œuf et fromage
- Gebzhalia : rouleau de sulguni frais à la menthe et au nadughi
- Ghomi : spécialité à base de semoule de maïs très fine appelée gherghili. Se mange souvent avec des tranches de sulguni incorporé et avec du khartcho
- Elardji : ghomi mélangé avec sulguni
- Khartcho : plat de viande en sauce à base de noix et d'épices
- Satsivi : poulet ou dinde dans une sauce aux noix, souvent servi au Nouvel An
- Bazhé : sauce aux noix et aux épices diluée au bouillon de poule ; dégusté avec du poulet grillé ou rôti ou des œufs et pommes de terre
- Adjika mégrélien vert ou rouge : sauce épicée et relevée à base de poivrons (verts ou rouges), de tomates, de piments et d'épices, servie avec du poisson ou de la volaille
- Chakhokhbili : poulet mijoté, de tomates et d'herbes fraîches
- Tskhare neknebi : côtes de porc ou de veau épicées à déguster avec de l'adjika
- Chvishtari : pain de maïs au fromage avec du sulguni

### Svanétie
- svanouri Khatchapouri : khachapouri svane au millet.
- Koubdari
- svanuri marili ou « sel svane » : du sel au diverses épices : cette épice mélangée avec du sel de table, du poivre et diverses plantes aromatiques ajoute un goût unique aux plats et est la fierté de Svanétie
- khinkali : le khinkali svane se distingue par une farce nature qui ne comporte ni épices ni herbes. La viande est traditionnellement hachée grossièrement au couteau.

## Plats

### Entrées
- Moujouji - abats de porc marinés au vinaigre, ail et persil.
- Khatchapouri - l'un des plats géorgiens les plus connus. Toutes les régions géorgiennes ont leurs propres pains fourrés au fromage.
- Lobiani – similaire au khatchapouri mais contient des haricots au lieu du fromage. Souvent ce plat est préparé lors du carême pour remplacer le khatchapouri qui contient du fromage.
- Koutchmatchi - abats au noix.
- Pkhaleuli - plats végétariens provenant d'une variété de plantes, semblable à l'épinard, mais chacun ayant un assaisonnement unique.
- Abkhazura - brochette de viande hachée assaisonnée.
- Satsivi - poulet ou dinde dans une sauce aux noix. Souvent servi à Noël et au Nouvel An.
- Lobio - haricots parfumés d’épices, d'herbes et de noix.
- Nadughi - produit laitier semblable à du fromage cottage, mais avec un goût plus doux. Il est souvent mélangé à de la menthe et tartiné sur du pain.
- Matsoni - yoghourt nature.
- Badridjani nigvzit - aubergines coupées en tranches fines et assaisonnées avec des noix moulues, du vinaigre (ou jus de grenade), de grenades, et d'épices.
- Adjapsandali - plat végétarien composé de pommes de terre, aubergines, tomates, poivrons, et assaisonné.
- Koupati - type de saucisse géorgienne, qui est fabriquée à partir de viande de porc.
- Soko - champignons préparés de diverses manières, assaisonnés avec des herbes et des épices.
- Ispanakhi - épinards assaisonnés aux noix.
- Djondjoli - staphylea colchica
- Mtchadi - pain de maïs cuit dans de l'huile. Il se mange avec du fromage.
- Tarti
- Khizilala - caviar, œufs de poisson.

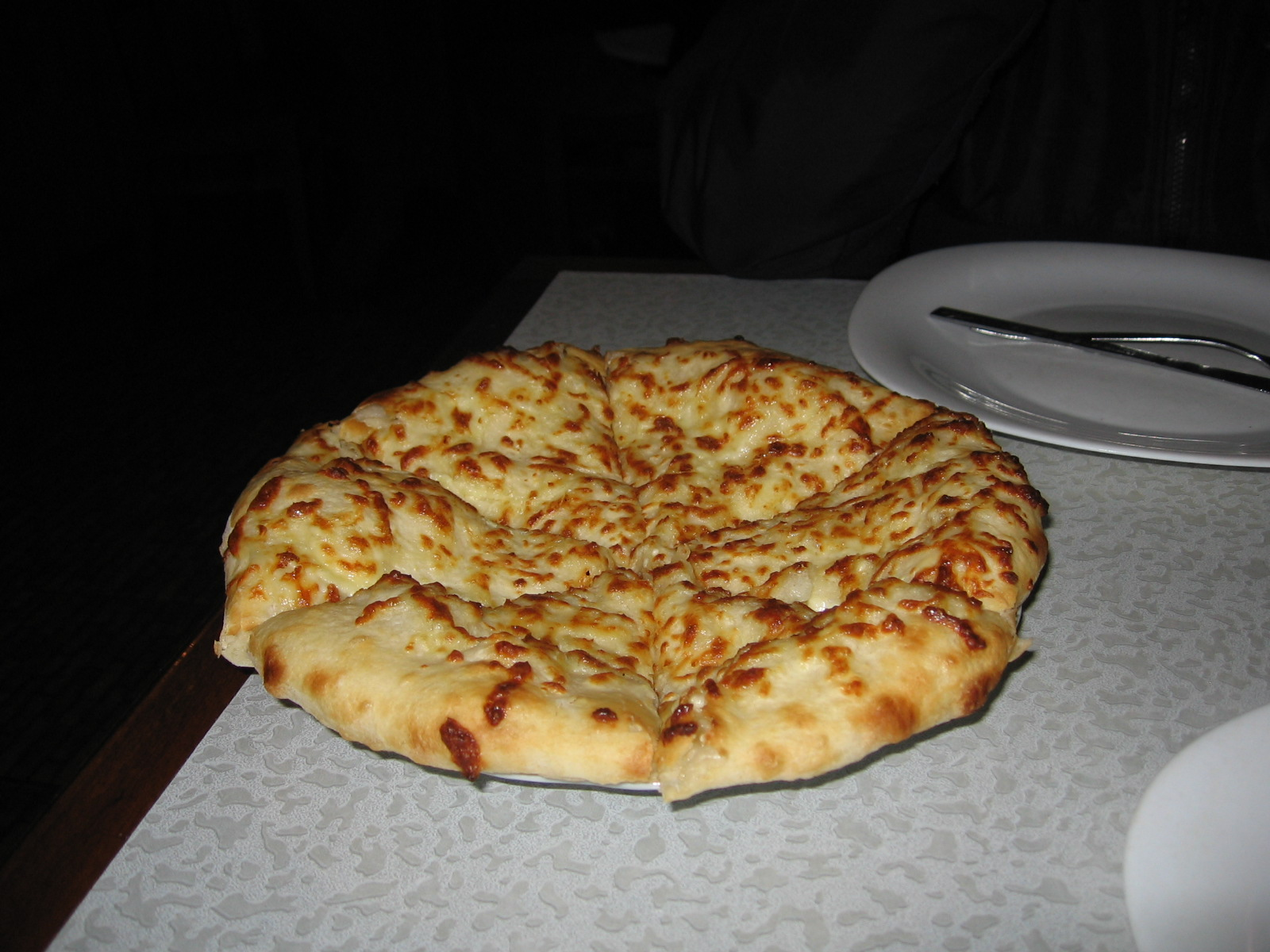
Khatchapouri (pain au fromage) traditionnel, dit de Kartli.
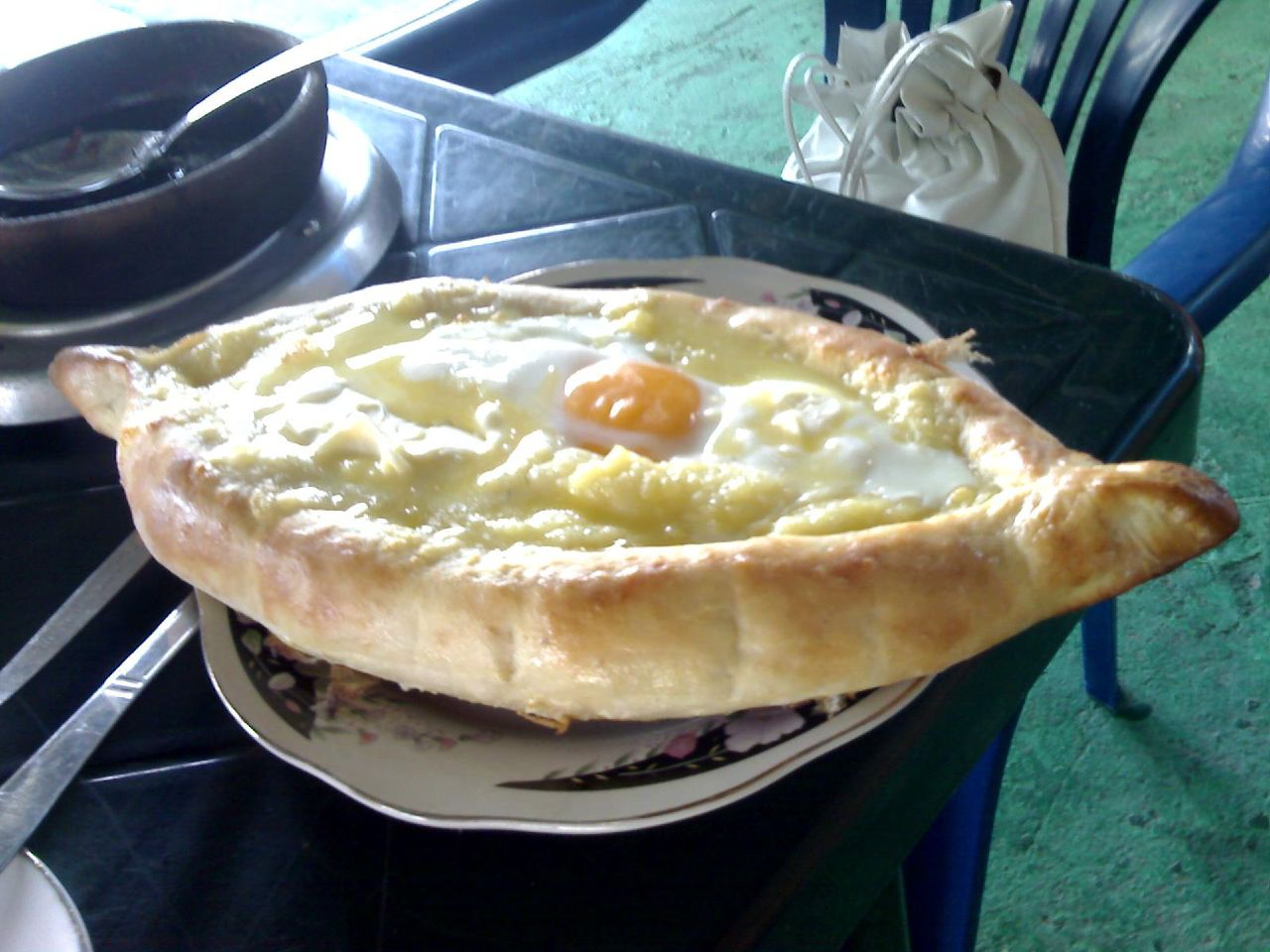
Khatchapouri d'Adjarie.
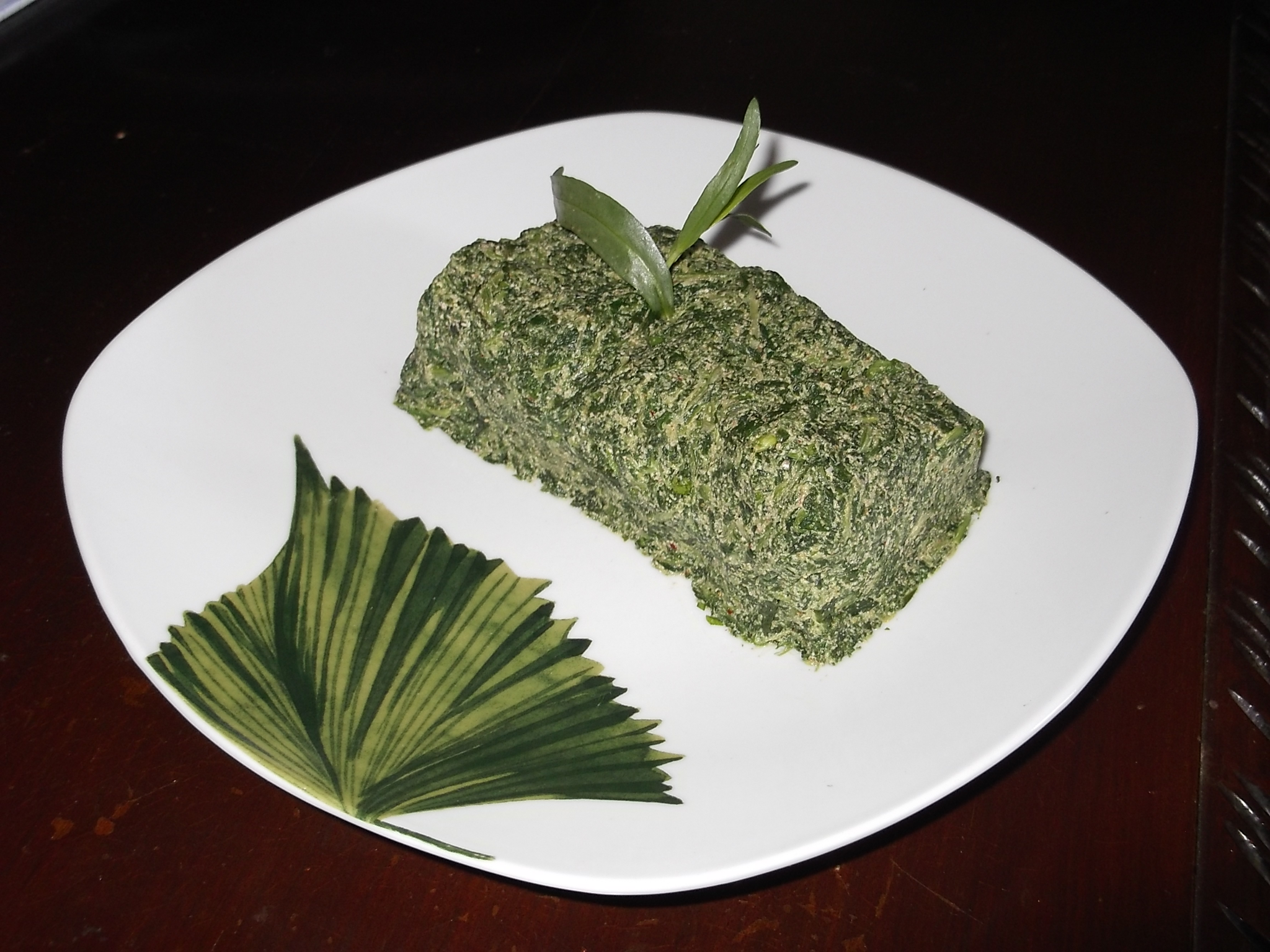
Phkhali (aux épinards).

### Salades
- Kitri Pamidvris Salata (კიტრი პამიდრის სალათა) : Salade de concombres et tomates avec des herbes fraîches et de l'huile de Kakhétie. La salade peut être aussi accompagnée d'une sauce de noix.
- Ispanakhis Salata (ისპანახის სალათა) : Salade faite à partir d'épinards.
- Pkhali (ფხალი) : Légumes hachés (épinards, betteraves, choux), avec des grains de grenades.
- Satatsuris Salata (სატახურის სალათა) : Salade faite à partir d'asperges.
- Tcharkhlis Salata (ჭარხლის სალათა) : Salade faite à partir de betteraves.

### Soupes

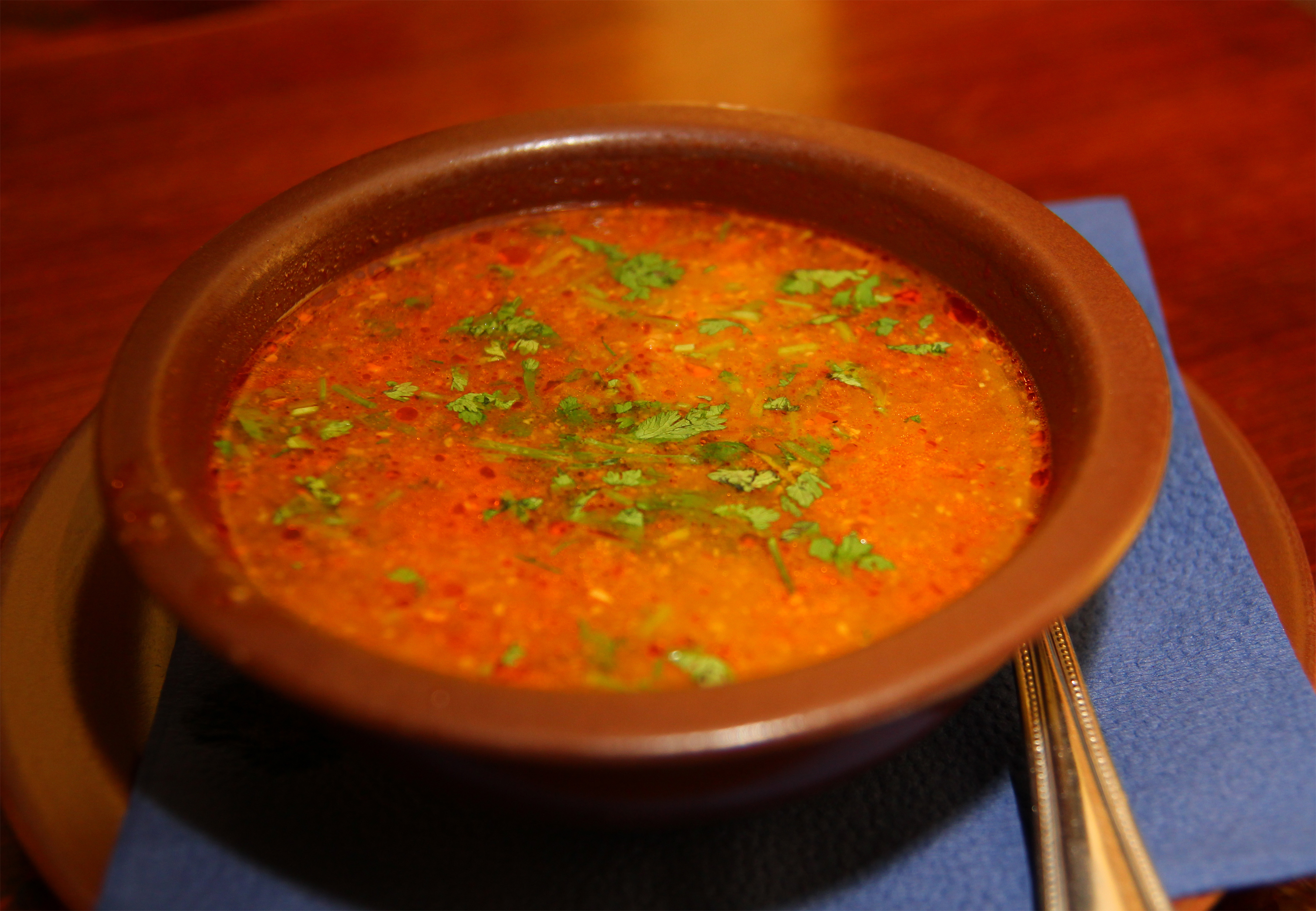
Khartcho

- Bozbashi (ბოზბაში) : Soupe contenant de la viande de mouton, des pois et des châtaignes. Traditionnellement, cette soupe est faite dans les régions de Kakhétie et de Kartlie.
- soupe Khartcho (ხარჩო) : Soupe à base de tomates, de bœuf et de noix, originaire de Mingrélie (sous sa forme à sauce épaisse), la soupe est appelée "qalaquri kharcho" ("khartcho de la ville" ou "khartcho urbain").
- Khashi (ხაში) : Bouillon de pied de bœuf ou de mouton, assaisonné d'ail.
- Tchakapouli (ჩაქაფული) : Ragoût d'agneau (parfois décliné avec du bœuf ou du mouton) avec beaucoup d'estragon,des mirabelles et du vin blanc, originaire des régions de Kartlie et Kakhétie souvent réalisé à pâques à la fin du carême.
- Tchakhokhbili (ჩახოხბილი) : Soupe de tomates avec de la viande de volaille (poulet ou dinde), originaire de la Géorgie occidentale (Mingrélie).
- Tchikhirtma (ჩიხირთმა) : Soupe non végétale, faite de poulet, d'œufs et de farine.

### Plats végétariens
| Nom                                    | Description |
| -------------------------------------- | --- |
| Adjapsandali (აჯაფსანდალი)             | Adjasandali est une sorte de ratatouille constituée d'aubergines, de pomme de terres, d'oignons, d'herbes fraîches et d'épices. |
| Badridjani Nigvzit (ბადრიჯანი ნიგვზით) | Badrijani Nigvzit sont des aubergines cuites dans l'huile et farcies d'une pâte de noix épicée avec des graines de grenade. |
| Djondjoli (ჯონჯოლი)                    | staphylée de Colchide assaisonnée d'huile kakhétien. |
| Ekala Nigvzit (ეკალა ნიგვზით)          | Smilax avec des noix |
| Gogris Gupta (გოგრის ფუფთა)            | Gogris Gupta est une variante de Gupta (Kefta) mais la viande est remplacée par de la citrouille. |
| Lobiani (ლობიანი)                      | Lobiani est une sorte de Khatchapouri traditionnelle de la région de Ratcha. À la place du fromage, des haricots rouges sont farcis dans la pâte à pain (certaines familles ajoutent du Lori, une sorte de jambon).                                                                 |
| Lobio (ლობიო)                          | Lobio est une sorte de bouillie de haricots rouges assaisonnée, traditionnellement fait dans la région de Ratcha. |
| Mtsnili (მწნილი)                       | Légumes (comme le choux, le piment, le piment, etc.) ou herbes (comme la coriandre, etc.) fraîches conservés dans du vinaigre. |
| Pkhali (ფხალი)                         | Pkhali sont des variétés de légumes hachées mélangés avec des noix en poudre. Les variétés les plus populaires sont ceux faits à partir d'épinards, de betteraves ou de choux. |
| Sazapkhoulo Tolma (საზაფხულო ტოლმა)    | Sazapkhoulo Tolma est une variante du Dolma qui est faite en été. Il consiste en un poivron farci de riz. |
| Shechamandi (შეჭამანდი)                | Shechamandi sont des variétés de soupes traditionnellement consommées en Géorgie de l'Est, notamment la région de Kartlie. Elles peuvent être faites à partir de nombreux légumes comme les épinards, les pois, l'ail ou à partir de céréales, voire de fruits comme la cornouille. |

### Poissons
- Kindzmari : Sauce vinaigrée à la coriandre (et parfois de l'ail) reservée aux plats de poisson cuits à la vapeur ou de poussons bouillis. Traditionnellement du Loko mais aussi de l'esturgeon.
- Loko kindzmarshi : Du poisson mariné et cuit dans du kindzmari.

### Viandes

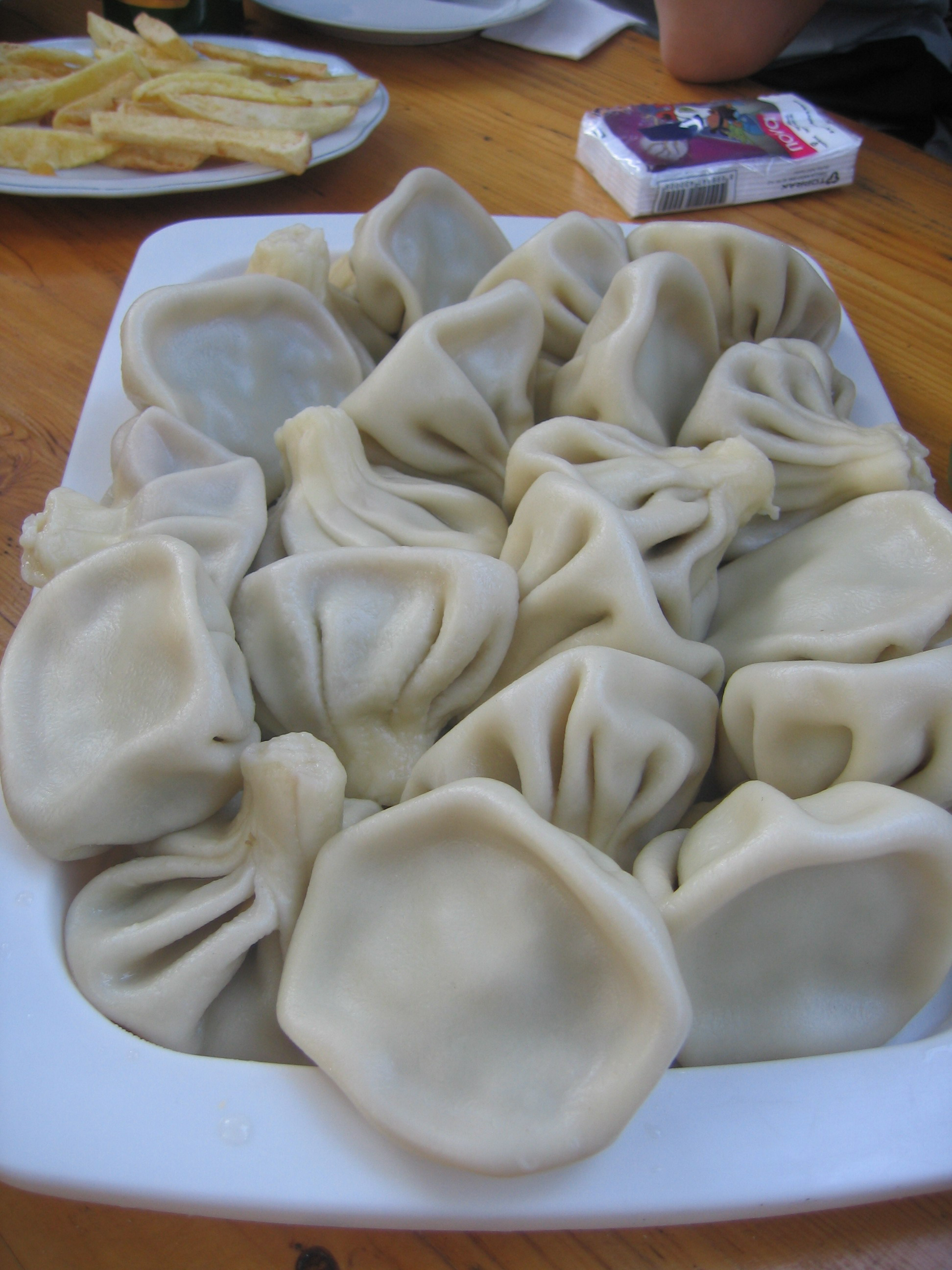
Khinkali, ravioli d'origine Géorgienne.

Tous les types de viande (porc, bœuf, mouton, volailles et gibier) sont employés dans la cuisine en Géorgie et peuvent entrer à tour de rôle dans la préparation de diverses recettes. Parmi les plats présents dans toutes les cuisines régionales du pays on compte les brochettes (mtsvadi), le tchakhokhbili (ragoût de volaille et tomates) et le tchanakhi (ragoût de mouton et aubergines). Les khinkali, sorte de gros raviolis, sont emblématiques de la cuisine géorgienne. On trouve par ailleurs dans une déclinaison locale des variantes de plats présents dans l'ensemble du Caucase et dans le nord-est de la Turquie (khashlama, tolma, bastourma...).

### Sauces et épices
La cuisine géorgienne connaît une variété de sauces, de la sauce aigre-douce tkemali (à base d'une variété locale de mirabelles) à la sauce de tomates satsébéli jusqu'aux sauces pimentées adjika. Les sauces à base de noix (satsivi, bajé) sont également très appréciées. Le narsharab, géorgien : ნარშარაბი, sauce douce-acide à base de jus de grenade réduit sur le feu, est le condiment commun des kebabi d'agneau grillé,.

### Pains
Les pains de tradition géorgienne sont variés et comprennent :
- Tonis Pouri (en géorgien : თონის პური) ;
- Qartuli Lavashi ou lavashi; pain rond épais.
- lavash; galette fine originaire du Moyen-Orient
- Khatchapouri (ხაჭაპური) (pain au fromage) ;
- Meskhouri Pouri (მესხური პური) ;
- Chotis Pouri (შოთის პური) ;
- Cadi (ქადი) ;
- Mtchadi (მჭადი) (à base de farine de maïs).

Les pains géorgiens sont traditionnellement cuits dans un grand four en forme de rond appelé Tone (თონე, t'oné).

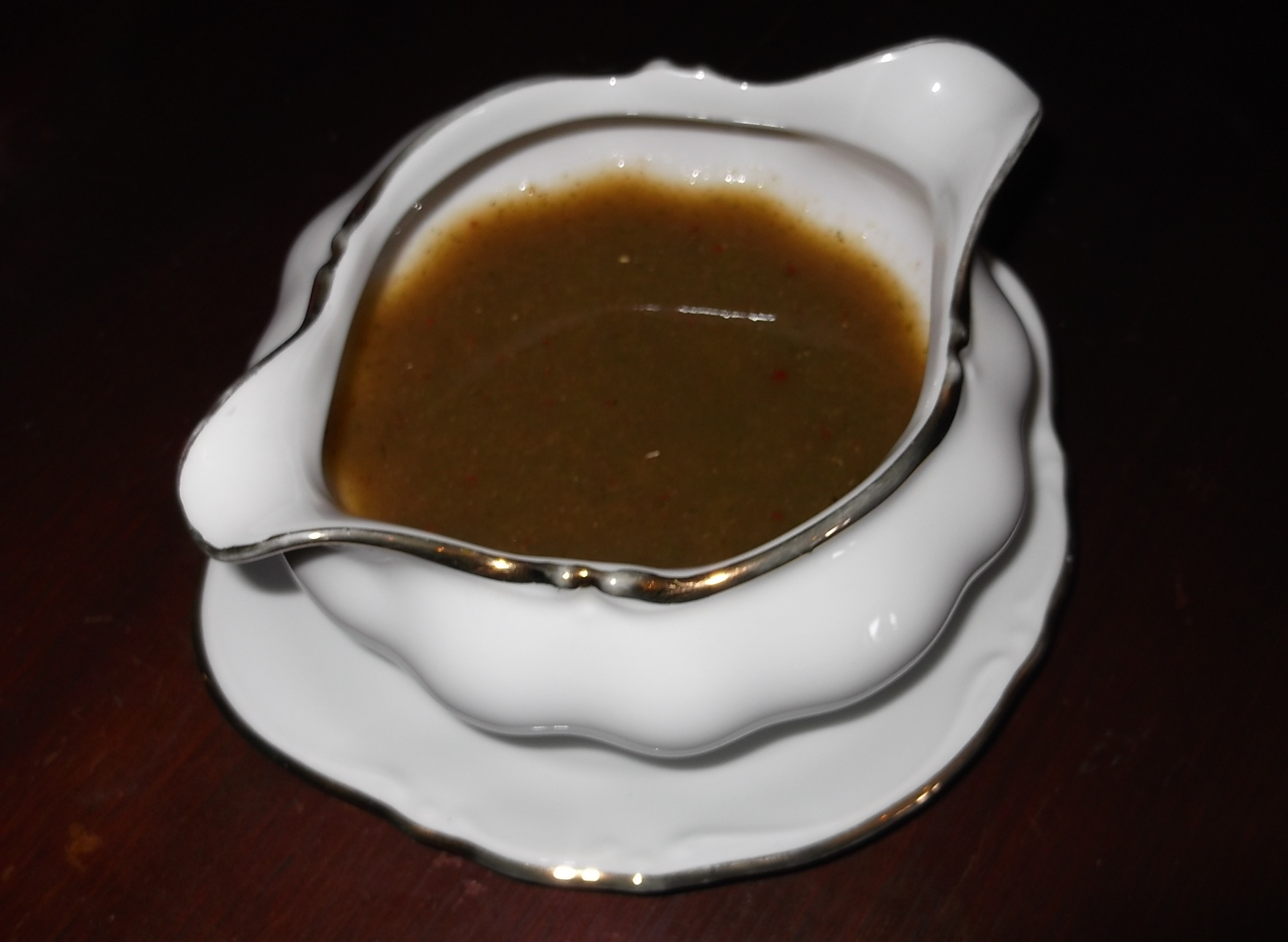
Tkemali (sauce de mirabelle).
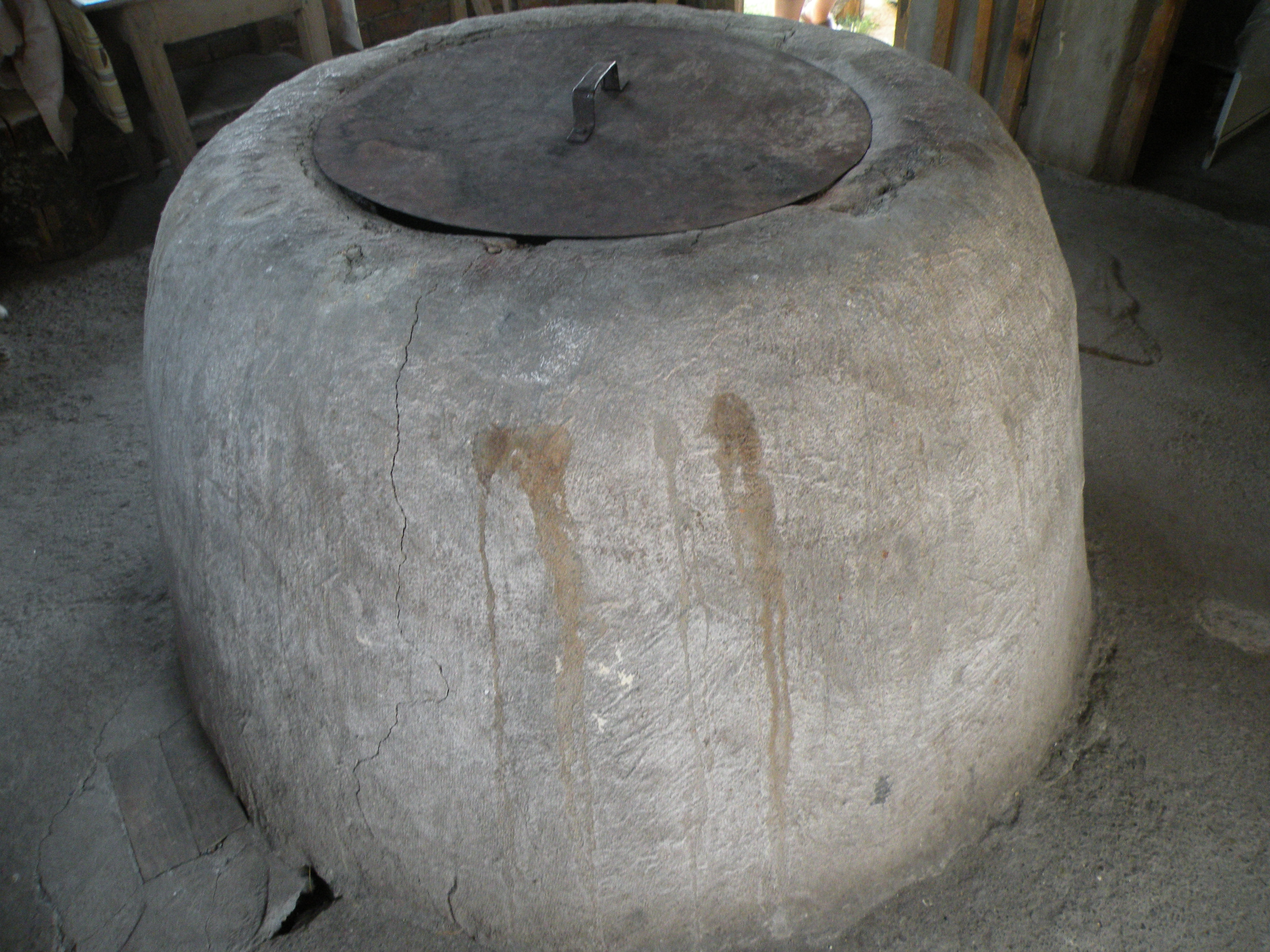
Toné, four à pain géorgien.
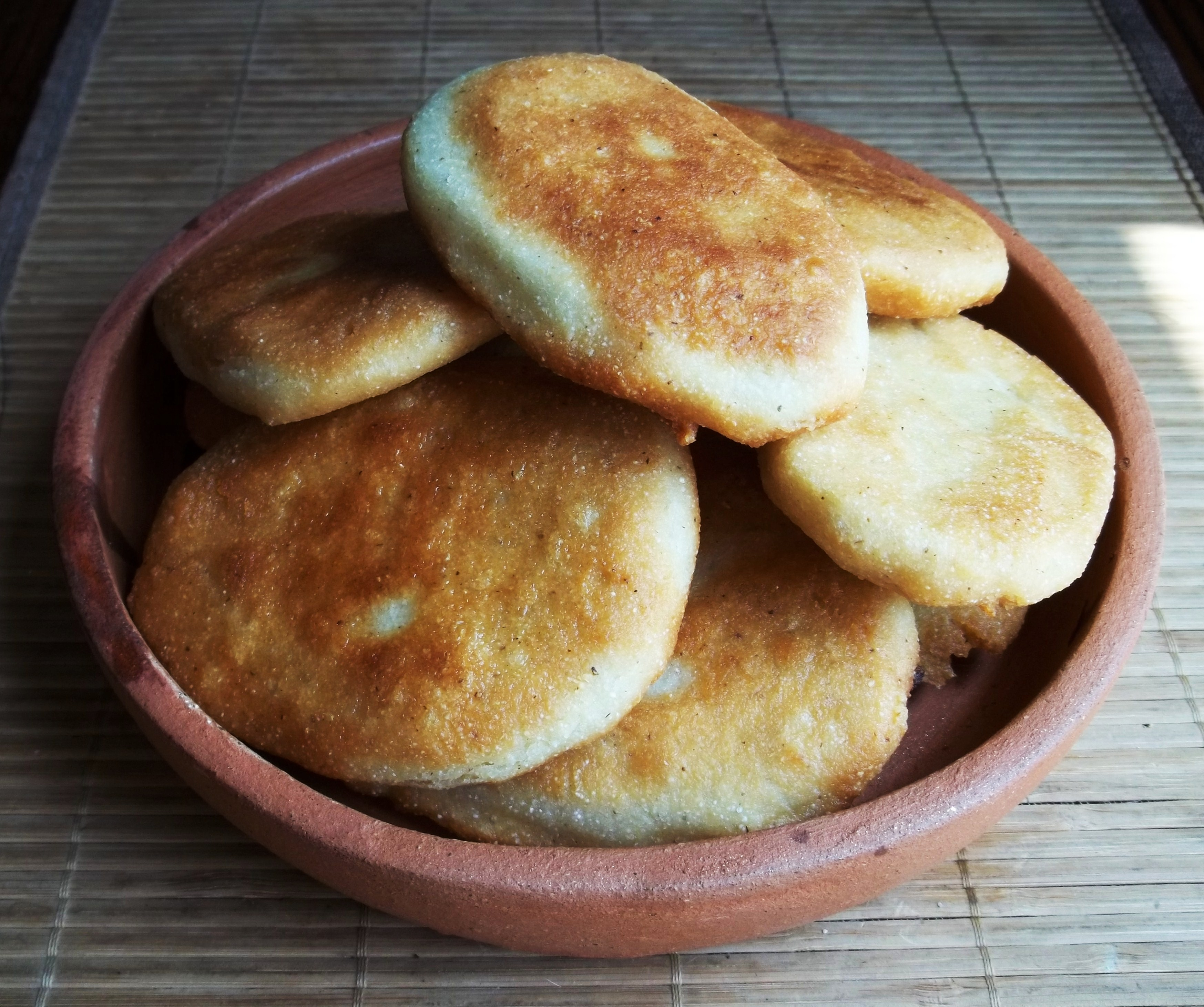
Mtchadi, pains de farine de maïs (ici, petits et frits dans l'huile).
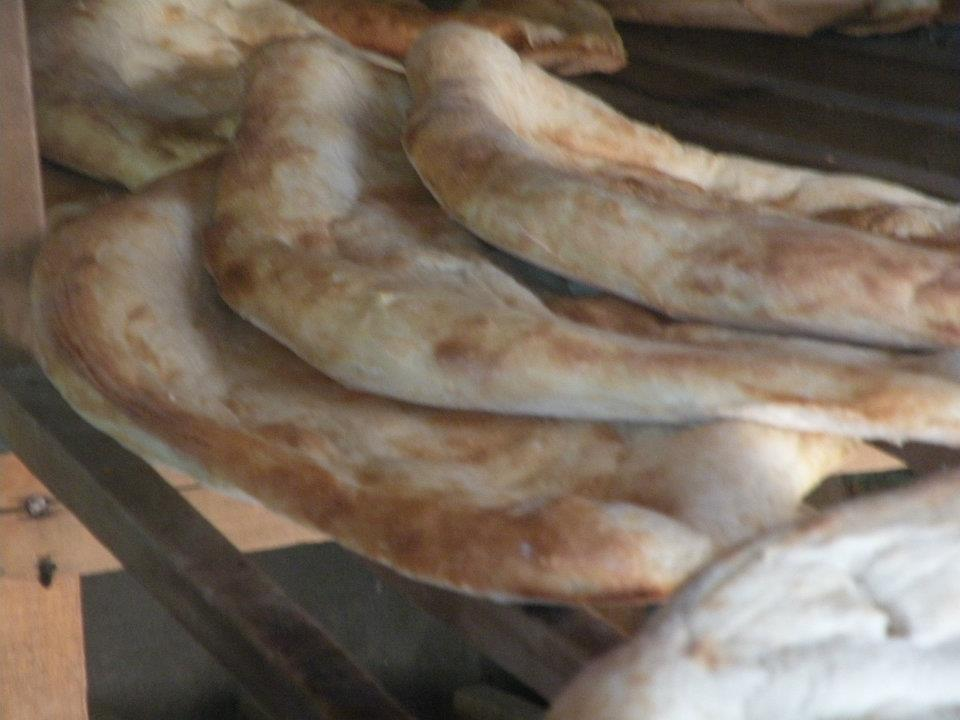
Chotis Pouri.
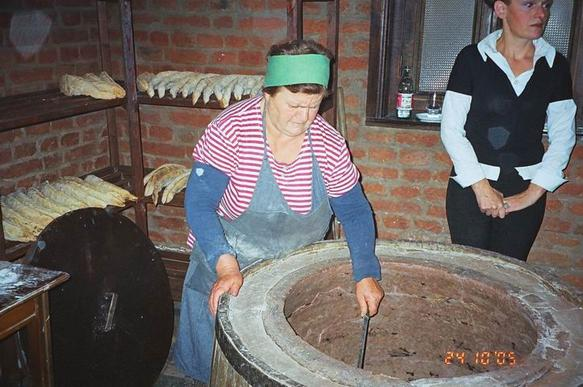
Disposition des pains dans le toné.
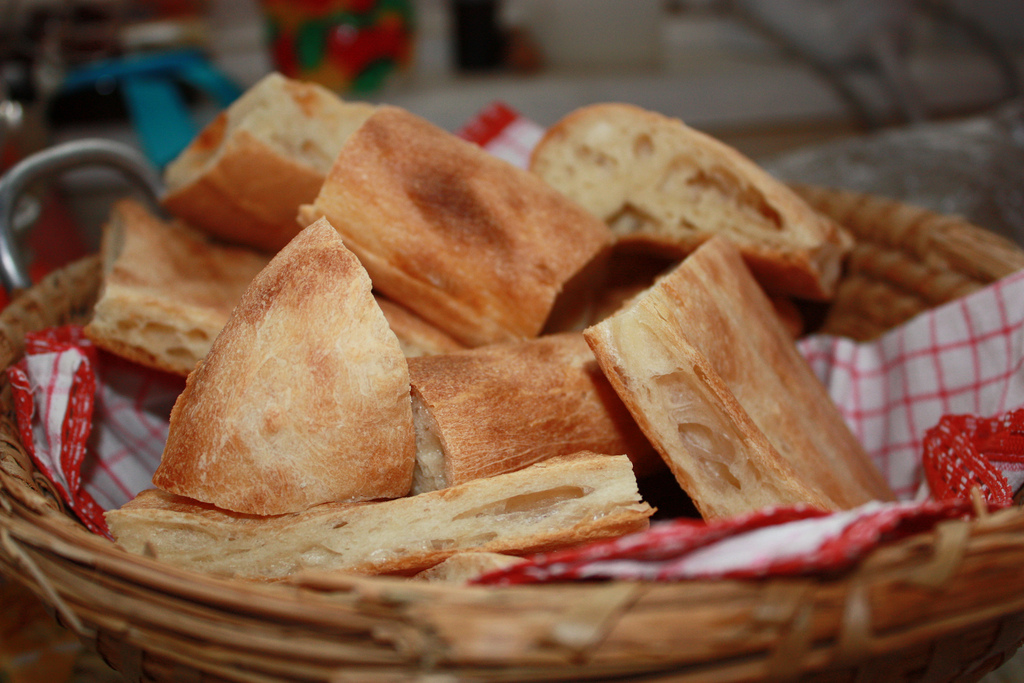
Lavachi coupé en tranches.
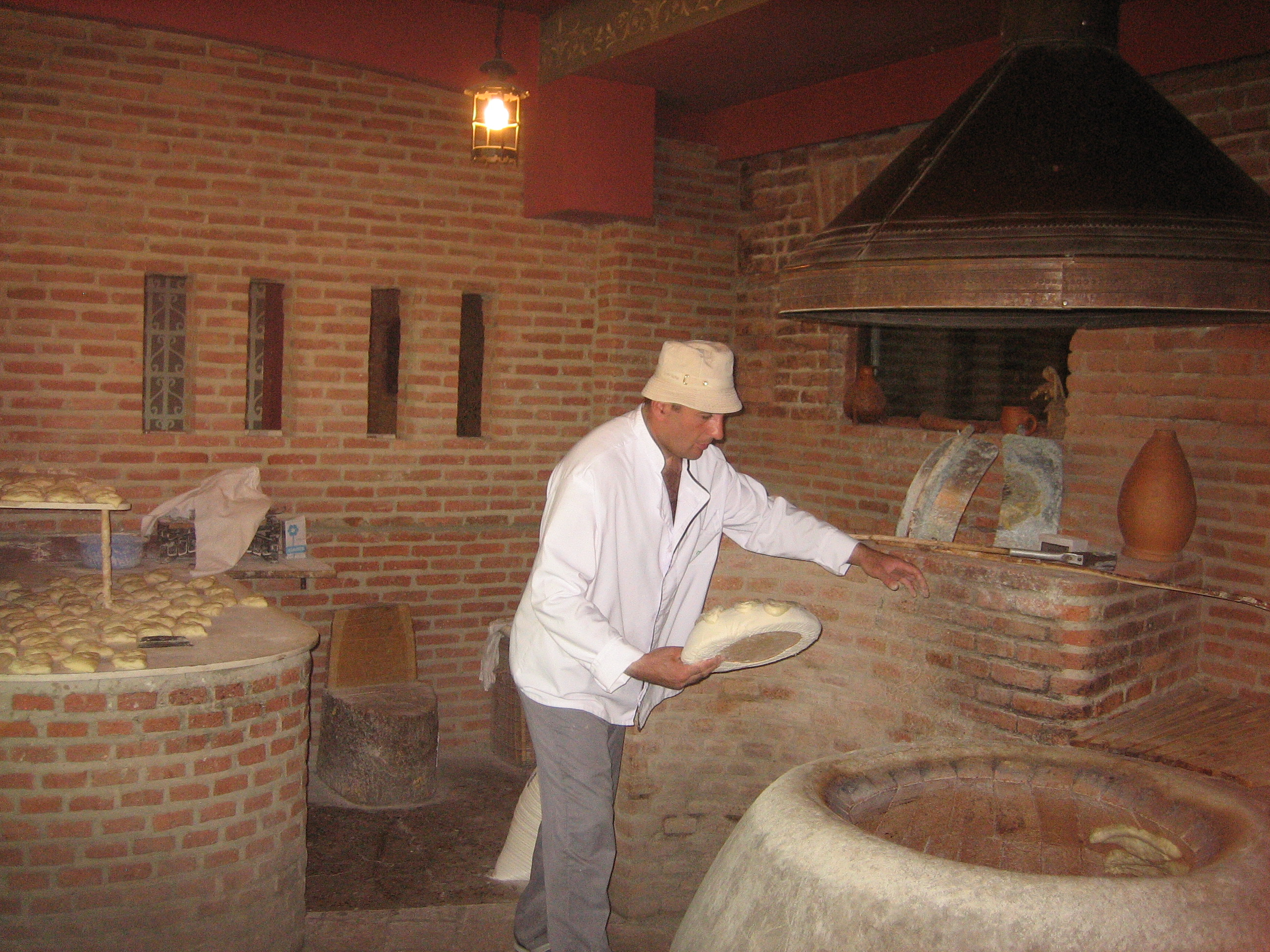
Toné et un boulanger.

### Desserts
| Nom                       | Description |
| ------------------------- | --- |
| Alkhavazi (ალხავაზი)      | Confiserie à base de miel réchauffé et d’amandes. |
| Muraba (მურაბა)           | Sorte de confiture liquide faite à partir de fruits comme le coing, la cerise, la fraise, la pastèque ou à partir de noix voire de roses. Elle est souvent servie comme accompagnement avec le thé.                                                                                        |
| Nazuqi (ნაზუქი)           | Sorte de pain d’épice sucré à la cannelles, aux raisins secs et aux zestes de citron. C’est un dessert emblématique de la ville de Sourami. |
| Pakhlava (ფახლავა)        | Version adjare de la Baklava turque. |
| Pelamoushi (ფელამუში)     | Gelée de raisins et de farine. |
| Qada (ქადა)               | Sorte de pain sucré de Meskhétie faite avec de la pâte feuilletée et un cœur de lard au porc et farine. |
| Shaqarlama (შაქარლამა)    | Biscuit au miel préparé pour les fêtes dans les villages montagnards d’Adjarie. |
| Tchourtchkhela (ჩურჩხელა) | Confiserie préparée à partir de jus de raisin et de farine qui forme une sorte de pâte qui viendra recouvrir des noix. Elle est typique de la région de Kakhétie. Une autre version appelée ‘’Janjukha’’ est préparée en Géorgie de l’Ouest mais on y remplace les noix par des noisettes. |
| Tklapi (ტყლაპი)           | Sorte de roulée aux fruits. Les fruits les plus utilisés sont la mirabelle, la figue, l’abricot, la prune, etc. Elle peut être acide ou sucrée. |

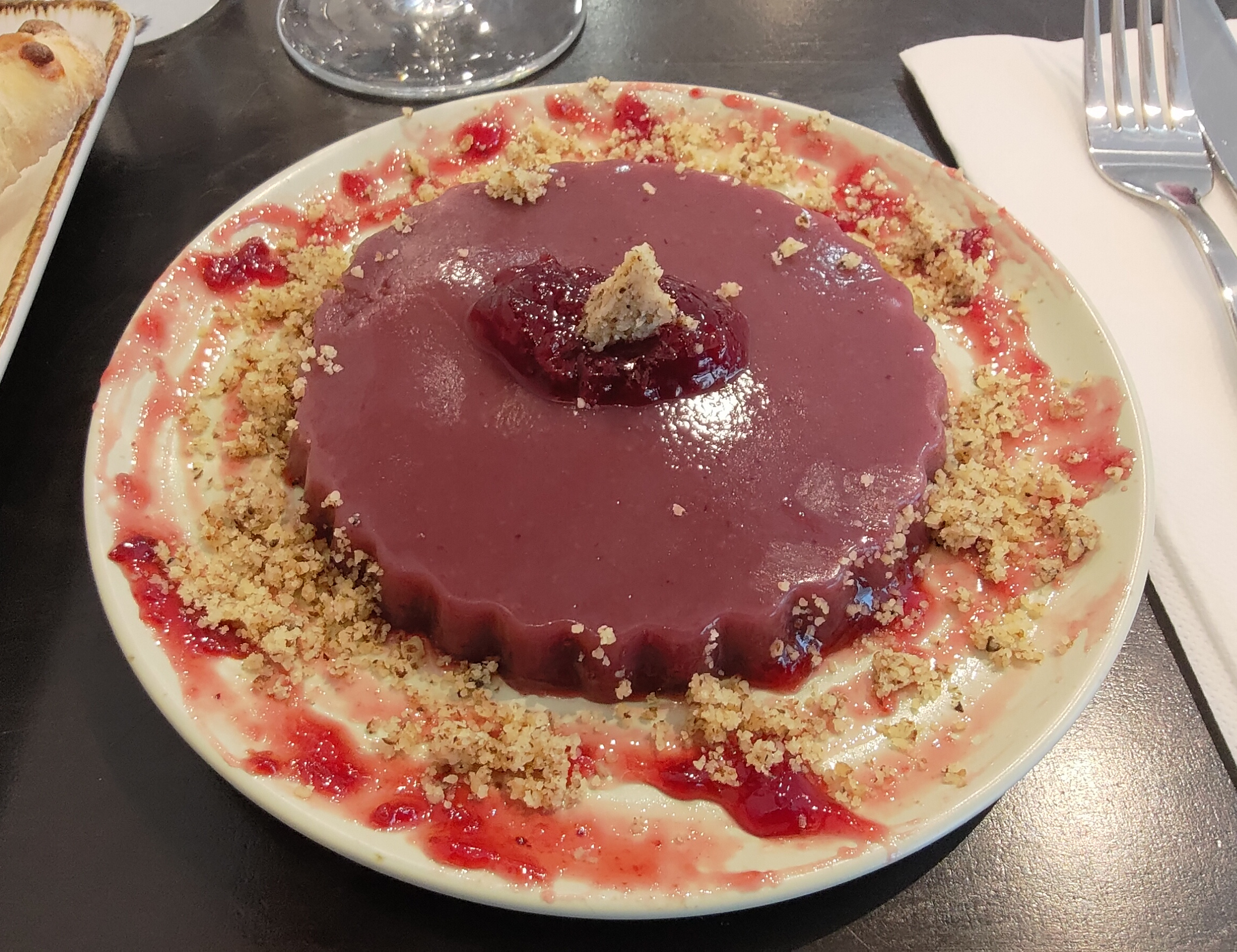
Pelamoushi, servi avec de la gelée et des noix concassées

Bien que non-géorgiens de base, beaucoup de desserts notamment russes se sont établis dans les foyers géorgiens comme les blinis, le Napoléoni (Sorte de mille-feuilles à la crème), les Ponchikis (Sorte de beignet fri, fourré à la crème; etc.

### Fromages
- Sulguni (Samegrelo)
- Shebolili sulguni (sulguni fumé)
- Imeruli (Imereti)
- Guda (montagnes de l'est)
- Tenili[3]